# Sân vận động Pierre-Mauroy
Sân vận động Pierre-Mauroy (tiếng Pháp: Stade Pierre-Mauroy) là một sân vận động đa năng có mái che có thể thu vào ở Villeneuve-d'Ascq (Vùng đô thị Lille), Pháp. Sân được khánh thành vào tháng 8 năm 2012. Sân có sức chứa 50.186 chỗ ngồi. Đây là sân nhà của LOSC Lille. Ban đầu có tên gọi là Sân vận động Đô thị Lille lớn, sân vận động này được đổi tên thành Sân vận động Pierre-Mauroy vào ngày 21 tháng 6 năm 2013, sau khi cựu Thị trưởng Lille và cựu Thủ tướng Pháp Pierre Mauroy qua đời.

## Các trận đấu Giải vô địch bóng đá châu Âu 2016

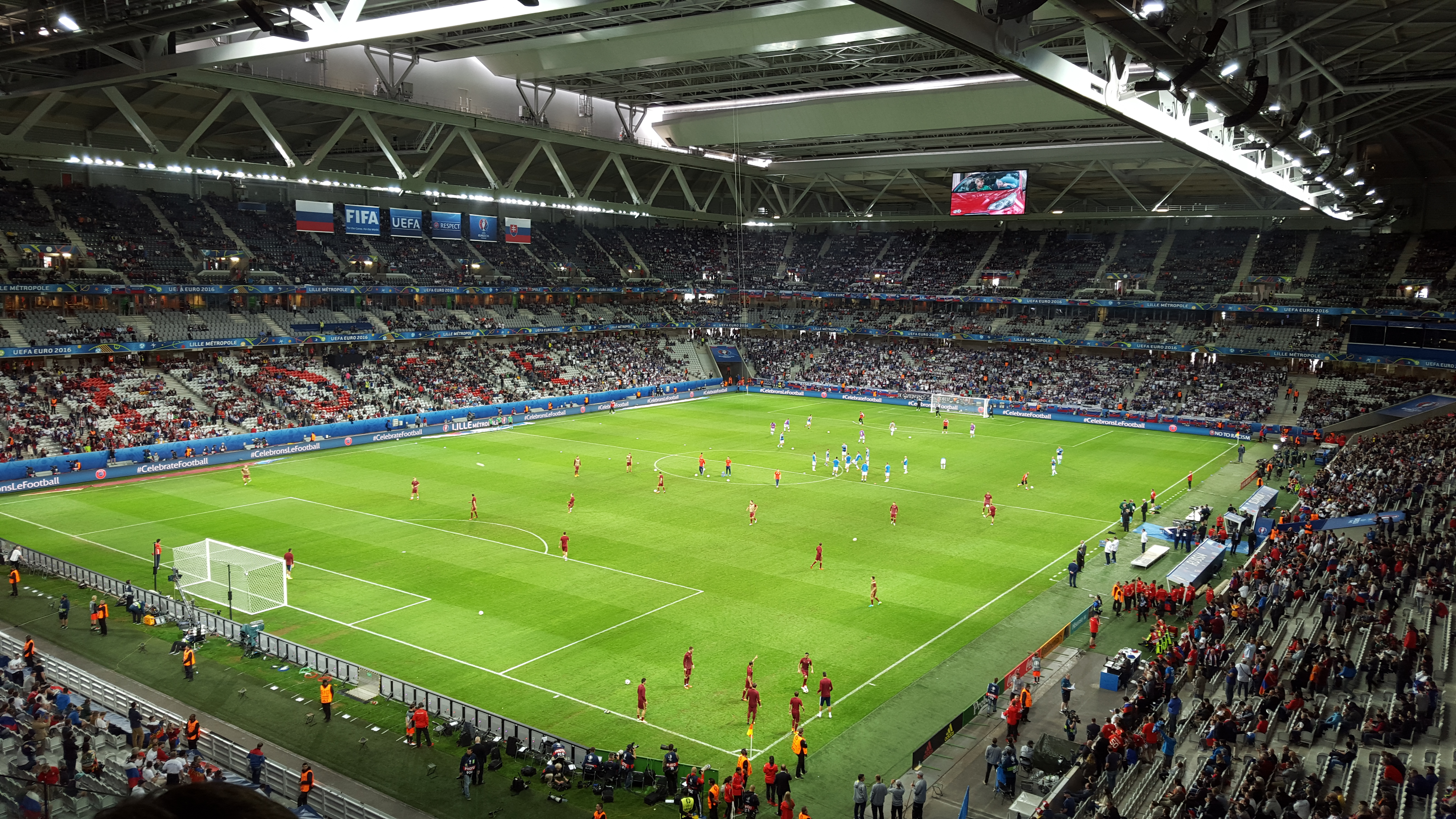
Sân vận động trong thời gian diễn ra Giải vô địch bóng đá châu Âu 2016

Sân vận động này là một trong những địa điểm tổ chức Giải vô địch bóng đá châu Âu 2016, và đã tổ chức các trận đấu sau:
| Ngày                | Thời gian (CEST) | Đội #1  | Kết quả | Đội #2           | Vòng        | Khán giả |
| ------------------- | ---------------- | ------- | ------- | ---------------- | ----------- | -------- |
| 12 tháng 6 năm 2016 | 21:00            | Đức     | 2–0     | Ukraina          | Bảng C      | 43.035   |
| 15 tháng 6 năm 2016 | 15:00            | Nga     | 1–2     | Slovakia         | Bảng B      | 38.989   |
| 19 tháng 6 năm 2016 | 21:00            | Thụy Sĩ | 0–0     | Pháp             | Bảng A      | 45.616   |
| 22 tháng 6 năm 2016 | 21:00            | Ý       | 0–1     | Cộng hòa Ireland | Bảng E      | 44.268   |
| 26 tháng 6 năm 2016 | 18:00            | Đức     | 3–0     | Slovakia         | Vòng 16 đội | 44.312   |
| 1 tháng 7 năm 2016  | 21:00            | Wales   | 3–1     | Bỉ               | Tứ kết      | 45.936   |

## Buổi hòa nhạc
| Buổi hòa nhạc tại Sân vận động Pierre-Mauroy | Buổi hòa nhạc tại Sân vận động Pierre-Mauroy | Buổi hòa nhạc tại Sân vận động Pierre-Mauroy | Buổi hòa nhạc tại Sân vận động Pierre-Mauroy |
| Ngày                                         | Nghệ sĩ                                      | Chuyến lưu diễn                              | Khán giả                                     |
| -------------------------------------------- | -------------------------------------------- | -------------------------------------------- | -------------------------------------------- |
| 20 tháng 7 năm 2013                          | Rihanna                                      | Diamonds World Tour                          | 27.294                                       |
| 23 tháng 7 năm 2016                          | Rihanna                                      | Anti World Tour                              | 34.000                                       |
| 31 tháng 3 năm 2017                          | Bruno Mars                                   | 24K Magic World Tour                         | 28.262                                       |
| 29 tháng 5 năm 2017                          | Depeche Mode                                 | Global Spirit Tour                           | 26.113                                       |
| 24 tháng 6 năm 2017                          | Justin Bieber                                | Purpose World Tour                           |                                              |
| 1 tháng 7 năm 2017                           | Céline Dion                                  | Celine Dion Live 2017                        | 51.355                                       |
| 2 tháng 7 năm 2017                           | Céline Dion                                  | Celine Dion Live 2017                        | 51.355                                       |
| 16 tháng 6 năm 2018                          | Roger Waters                                 | Us + Them                                    | 23.649                                       |
| 18 tháng 6 năm 2019                          | Elton John                                   | Farewell Yellow Brick Road                   | 26.517                                       |
| 22 tháng 6 năm 2019                          | Indochine                                    | 13 Tour                                      |                                              |
| 23 tháng 6 năm 2019                          | Indochine                                    | 13 Tour                                      |                                              |